# Rockne

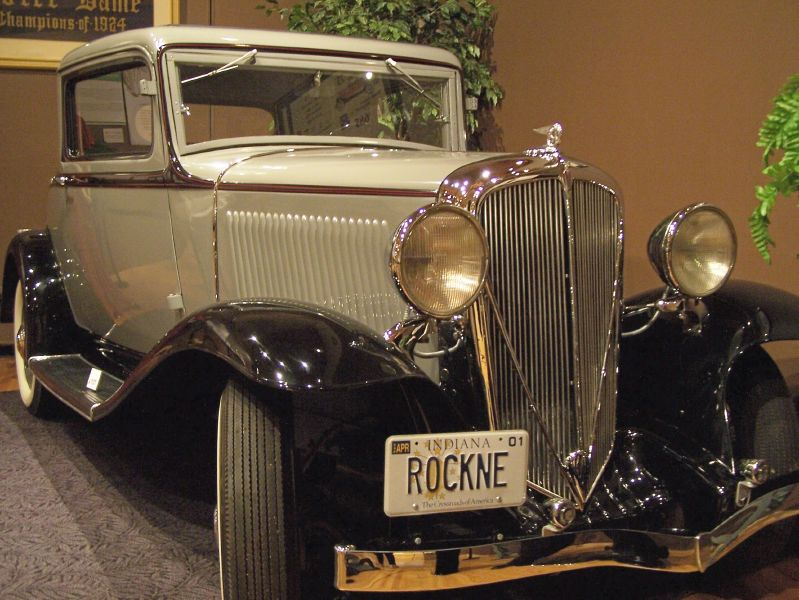
Ein Rockne Model 10 von 1933 im Studebaker National Museum in South Bend, Indiana

Rockne war eine US-amerikanische Automobilmarke, die von Februar 1932 bis Ostern 1933 von der Studebaker Corporation in South Bend (Indiana) betrieben wurde. Sie war nach Knute Rockne, dem Footballtrainer der University of Notre Dame, benannt.

## Beschreibung
Die Verhandlungen zwischen Studebaker und Knute Rockne begannen 1928. Rockne wurde vom Vorstandsvorsitzenden Albert R. Erskine ein lukrativer Job bei Studebaker angeboten. Zwischenzeitlich machte Studebaker Pläne, ein haltbares, billiges Auto herzustellen, das nach dem Fußballtrainer benannt war. Der Rockne sollte den schlecht verkäuflichen und für sein Marktsegment zu teuren Erskine ersetzen, den Studebaker zu dieser Zeit herstellte.
Am 31. März 1931, zwölf Tage nach Ernennung zum Verkaufsleiter, starb Knute Rockne bei einem Flugzeugabsturz. Im September 1931 wurde George M. Graham, der vorher für Willys-Overland tätig war, zum Verkaufsleiter der neuen Rockne Motor Corporation ernannt. Zwei Modelle wurde in Produktion genommen: Der "65" mit 2.794 mm Radstand und der "75" mit 2.896 mm Radstand. Der "75" basierte auf dem Studebaker Six, während der "65" nach Entwürfen von zwei Ingenieuren erstellt wurde, die für Willys-Overland arbeiteten. Als Willys-Overland ihnen mitteilte, dass man kein Geld hätte, den Wagen herzustellen, versuchten sie, die Konstruktion anderweitig zu verkaufen. Der Vorstandsvorsitzende von Studebaker, Albert R. Erskine, war von den Plänen beeindruckt und kaufte den Wagen und die Ingenieursleistungen. Der "75" wurde unter der Leitung von Delmar "Barney" Roos, Studebakers Technischem Leiter, entworfen.
Die Herstellung des Rockne "75" begann am 15. Dezember 1931 in South Bend. Der kleinere "65" wurde ab dem 22. Februar 1932 im alten EMF-Werk an der Piquette Avenue in Detroit gefertigt. Dort waren 1927 und 1928 auch die Erskine-Fahrzeuge gebaut worden. Der Rockne wurde auch im kanadischen Studebaker-Werk in Windsor (Ontario) produziert.
1933 wurde die Modellpalette auf eine Modellreihe, den "10", zusammengestrichen. Der Rockne "10" war ein überarbeiteter "65". Als Studebaker am 18. März 1933 Vergleich anmeldete, entschloss man sich, die Produktion des Rockne in die Fabrik in South Bend zu verlegen. Dort wurde der Rockne "10" von April bis Juli 1933 gebaut.
Der Motor des Rockne "65" bzw. "10" sollte alle bis dahin gefertigte Sechszylindermotoren ersetzen und PKWs und LKWs von Studebaker bis 1961 antreiben.
Obwohl der Rockne kein Erfolg war, beruhte sein Misserfolg doch auf den damaligen Verhältnissen. 1932 erreichte die Depression ihren tiefsten Stand; das war keine gute Zeit, um einen neuen Markennamen einzuführen. In diesem Jahr verloren Studebaker und seine verbundenen Gesellschaften 8,7 Mio. US$, was Studebaker sehr geschadet hätte, wenn Erskine in den vorhergehenden drei Jahren nicht hohe Dividenden hätte auszahlen lassen. In dieser Zeit zahlten Erskine und Studebaker um 10 Mio. US$ mehr Dividenden aus, als die Firmen erwirtschafteten. Das Betriebskapital fiel von 26 Mio. US$ 1926 auf 3,5 Mio. US$ 1932. Die Bankverbindlichkeiten betrugen 6 Mio. US$ und die Banken wollten Geld sehen. Aber das konnte Studebaker nicht schaffen.
Albert R. Erskine sah sich aus seiner Position bei Studebaker gedrängt, hatte 350.000 US$ persönliche Schulden und musste feststellen, dass seine Studebaker-Aktien wertlos waren. Da beging er am 30. Juni 1933 Selbstmord. Seine Lebensversicherung in Höhe von 900.000 US$ deckte all seine Schulden.
Verbleibende Rockne wurden als CKD-Kits nach Norwegen geschickt, dort zusammengebaut und verkauft.